# Ефимов, Владислав Валерьевич
Владислав Валерьевич Ефимов (8 октября 1977, Вышний Волочёк, Калининская область — 21 января 2015, Вышний Волочёк, Тверская область) — российский футболист.

## Биография
Профессиональную карьеру начинал в 1993 году в «Волочанине» из родного города. Далее выступал за «Колос-2». В 1996 году перебрался в «Торпедо-Лужники», за который в том же сезоне дебютировал в Высшем дивизионе, выйдя на замену в домашнем матче против «Балтики» на 83-й минуте вместо Дмитрия Прокопенко Потом вернулся в «Волочанин». Далее играл за рубежом, выступая за бельгийский «Олимпик» из Шарлеруа, югославский «Сартид» и израильский «Хапоэль Цафририм» из Холона. После чего в 2001 году вернулся в Россию и выступал за нижегородский «Локомотив», БСК Спирово, завершал профессиональную карьеру в тверской «Волге», за которую провёл 24 матча во Втором дивизионе. После чего выступал в любительских клубах.
После окончания футбольной карьеры занялся бизнесом. 23 января 2015 года его тело было найдено в канале; его ограбили, трижды выстрелили в упор из травматического пистолета, а затем нанесли смертельную рану тупым колющим предметом. 25 января был похоронен в родном городе.